# Hemerobius withycombei
Hemerobius withycombei is een insect uit de familie van de bruine gaasvliegen (Hemerobiidae), die tot de orde netvleugeligen (Neuroptera) behoort. 
Hemerobius withycombei is voor het eerst wetenschappelijk beschreven door Kimmins in 1928.